# Caveman Ughlympics
Caveman Ughlympics, ook gespeld als Caveman Ugh-lympics, is een humoristisch sportcomputerspel uit 1988 ontwikkeld door Dynamix. Het spel speelt zich af tijdens de steentijd waar Neandertalers hun Olympische Spelen organiseren.
De versie voor Commodore 64 en DOS werd verdeeld door Electronic Arts. Op Nintendo Entertainment System noemt het spel Caveman Games en werd het verdeeld door Data East.

## Spelbesturing
Naargelang het type computer wordt het spel gespeeld met een joystick of het toetsenbord. Het spel wordt gespeeld met één tot vier personen, hoewel de wedstrijden afwisselend per twee worden gespeeld. Dit wil zeggen dat wanneer er slechts één speler is, de computer de rol van tegenstander opneemt.
Bij start van het spel dienen de spelers een van de zes voorgedefinieerde personages te selecteren die elk hun beperkingen en gaves hebben: Vincent, Gronk, Crudla, Glink, Thag en Ugha.

## Disciplines
In het spel zijn er zes disciplines:
- Saber Race (Sabelrace): De spelers houden een soort van hordelopen waarbij ze over diverse objecten dienen te springen. Verder worden ze achtervolgd door sabeltandtijgers.
- Matetoss (Partnerslingeren): Dit is vergelijkbaar met hamerslingeren waarbij de speler het haar van zijn partner vastneemt en deze zo ver mogelijk tracht weg te slingeren.
- Firemaking (Vuur maken): De speler moet binnen een welbepaalde tijd een volwaardig vuur maken met behulp van wrijving.
- Clubbing (Knotsen): Een evenwichtsspel waarbij elke speler op een steen staat en een knots heeft. Men slaat met de knots tegen de tegenstander zodat deze van zijn steen zou vallen.
- Dino Race (Dinosaurusrace): De speler zit op een dinosaurus en tracht als eerste de finish te bereiken waarbij men over allerhande hindernissen moet springen.
- Dino Vault (Dinosaurusspringen): De speler springt met behulp van een polsstok over een T-Rex.

## Ontvangst
| Beoordeeld door                       | Jaar | Platform     | Score |
| ------------------------------------- | ---- | ------------ | ----- |
| ASM (Aktueller Software Markt)        | 1988 | Commodore 64 | 85%   |
| The Games Machine (UK)                | 1989 | Commodore 64 | 83%   |
| The Games Machine (UK)                | 1989 | DOS          | 80%   |
| Defunct Games                         | 2009 | NES          | 70%   |
| ACE (Advanced Computer Entertainment) | 1989 | Commodore 64 | 69%   |
| Electronic Gaming Monthly (EGM)       | 1990 | NES          | 58%   |
| Power Play                            | 1989 | DOS          | 47%   |
| The Video Game Critic                 | 2006 | NES          | 33%   |
| All Game Guide                        | 2009 | NES          | 30%   |
| GameCola.net                          | 2002 | NES          | 10%   |